# Parakramabahu VI
Pour les articles homonymes, voir Parâkramabâhu.
Parakramabahu VI, ou Parâkkama Bãhu VI (mort en 1467) est le premier roi du royaume de Kotte, dans l'actuel Sri Lanka.

## Biographie

### Enfance
Traditionnellement Parakramabahu VI est considéré comme fils de Vijaya Bahu VI et de son épouse la reine Sunetra-devi issue du Kalinga. Cette dernière s'échappe avec ses deux fils Parakramabahu et Mayadununuvara Parakramabahu lorsque son époux est déporté en Chine.
Plus récemment les chercheurs avancent que Parakramabahu VI serait le fils du prince Lameni Jayamahalena (d) et de Sunetra-devi, son père étant lui-même le petit-fils par sa mère du roi Parakramabahu V du royaume de Gampola. Il monte sur le trône vers 1411.

### Règne
Son règne commence en 1410, 1412 ou 1415  Cette imprécision sur l'année de son avènement est liée au fait que le roi intronisé en 1411/1412 aurait résidé trois ans à Raigama avant d'occuper Kotte et de s'y faire couronner en 1415 mettant fin aux troubles dynastiques générés par la déportation de Vira Alakesvara de Gampola par les Chinois de l'amiral Zheng He. Les tributs sont encore versés à l'empire chinois en 1436, 1445 et pour la dernière fois en 1459. Parakramabahu VI fondateur d'une nouvelle lignée de la dynastie Siri Sanga Bo, règne 52 ou 55 ans selon la date d’avènement que l'on retient.
En 1463 Jotiya Sitana, gouverneur de la région des collines c'est-à-dire le futur royaume de Kandy, se révolte. Le rebelle est déposé et un prince de la dynastie de Gampola Senasammata Vikrama-Bahu est nommé pour le remplacer et administrer la région. Le roi abdique ensuite en faveur du fils de sa fille Ulakudava-devi qui accède au trône sous le nom de Jayabahu II .

### Conquête de Yapa Patuna
En 1450 Sapumal Kumaraya, un chef militaire de la dynastie cingalaise Siri Sanga Bo que l'on considère comme le fils adoptif du roi Parakramabahu VI du royaume de Kotte conduit une expédition militaire contre Jaffna. Son souverain Kanakasooriya Cinkaiariyan vaincu s'échappe et se réfugie à Madurai dans le sud de l'Inde avec ses deux fils. Sapumal Kumaraya est investi du royaume de Jaffna où il règne 17 ans.